# Мікайла Ногейра
Мікайла Джейн Ногейра Хокен (англ. Mikayla Jane Nogueira Hawken; нар. 13 червня 1998) — американська інфлюенсерка.

## Раннє життя
Ногейра народилася в сім'ї Патріс, художниці, і Майкла Ногейри, педагога початкової школи. У неї є старші брат і сестра. Її родина переважно португальського походження. Вона виросла в Іст-Фрітауні, штат Массачусетс, і закінчила регіональну середню школу Аппонкет у 2016 році. Вона заявила, що її любов до макіяжу почалася, коли вона купила продукцію «Avon» у подруги своєї матері.
Ногейра навчалася в Університеті Браянта, де отримала ступінь бакалавра мистецтв із комунікацій у 2020 році. У коледжі вона проходила практику на радіостанції. Ногейра почала навчатися в аспірантурі в 2020 році, але «в кінцевому підсумку кинула навчання, коли дізналася, що через пандемію мені доведеться навчатися повний день, а не на неповний».

## Кар'єра

### TikTok
Через пандемію COVID-19 у березні 2020 року Ногейра почала знімати відео в TikTok. Вона вперше використала платформу після того, як запропонувала своїй матері, вчительці, використовувати її як спосіб продовжувати навчання своїх учнів. Ногейра створила сторінку TikTok під своїм ім'ям, щоб допомогти матері вивчити тонкощі платформи. Перші відео на її сторінці були відео про їхню сімейну ферму. Потім Ногейра опублікувала «The Catfish Challenge», вірусний челендж, у якому зображено фотографію профілю користувача поруч із їхнім виглядом без макіяжу. Це відео набрало тисячі переглядів за кілька годин після публікації. Акаунт Ногейри зріс до 2,8 мільйона підписників у TikTok лише за вісім місяців, а станом на квітень 2021 року у неї було 11,9 мільйона, її голос сприяв зростанню облікового запису. Ногейра публікує тьюторіали, огляди, б'юті рутину, рекламні акції та інші відео про красу та макіяж.
У грудні 2020 року Ногейра отримала нагороду «American Influencer Award» як найкращий візажист-початківець року.
Ногейра працювала радником з краси в «Ulta Beauty», поки не почала працювати повний робочий день у власному бренді «Mikayla J Makeup» наприкінці 2020 року.
Мікайлу звинуватили у фальшуванні її сільського массачусетського акценту, спираючись на інтерв'ю та відео з нею до її популярності в Інтернеті. Ногейра відповіла: «Я навчалася в школі комунікацій, головним чином зосереджуючись на радіо […] Тож протягом багатьох років я створила цей голос, яким користувалася, коли була на радіо чи під час стажування. Кожен має свій голос „сфери обслуговування клієнтів“, чи не так? Отже, коли я вперше почала створювати свої тіктоки, я використовувала свій радіоголос, тому що це було професійно. Це був мій перший раз, коли я показувала себе на камеру безлічі людей, тому я дуже нервувала, тому що мій голос був темою обговорень усе моє життя, і я не знала, як люди відреагують». Глядачі також критикували деякі з її оглядів косметики як такі, що вводять в оману.